# 안도라의 우편번호
안도라의 우편번호는 2004년 7월에 도입되었다. 안도라의 우편 서비스는 스페인의 코레오스 (Correos)와 프랑스의 라 포스트에서 공동으로 운영하고 있으며, 우편번호 역시 양국 우정청의 협력하에 도입되었다. 안도라의 7개 교구마다 각각의 고유한 우편 번호 (카탈루냐어: codi postal)가 부여되며 다음과 같다.
| 교구               | 우편 번호 |
| ------------------ | --------- |
| 카닐료             | AD100     |
| 엥캄               | AD200     |
| 우르디누           | AD300     |
| 라마사나           | AD400     |
| 안도라라벨랴       | AD500     |
| 산줄리아데로리아   | AD600     |
| 에스칼데스엔고르단 | AD700     |

수도 안도라라벨랴의 우편함은 50개 단위당 한 그룹씩 묶여 별도의 우편번호가 할당되어 있다. 예컨대 1001번부터 1050번 우편함까지는 AD551번이, 1051번부터 1100번 우편함까지는 AD552번이 붙는 식이다.